# Контеа (Терни)
Контеа је насеље у Италији у округу Терни, региону Умбрија.
Према процени из 2011. у насељу је живело 86 становника. Насеље се налази на надморској висини од 269 м.